# EFNA4
EFNA4 (англ. Ephrin A4) – білок, який кодується однойменним геном, розташованим у людей на короткому плечі 1-ї хромосоми.  Довжина поліпептидного ланцюга білка становить 201 амінокислот, а молекулярна маса — 22 386.
| 10         |  | 20         |  | 30         |  | 40         |  | 50         |
| ---------- |  | ---------- |  | ---------- |  | ---------- |  | ---------- |
| MRLLPLLRTV |  | LWAAFLGSPL |  | RGGSSLRHVV |  | YWNSSNPRLL |  | RGDAVVELGL |
| NDYLDIVCPH |  | YEGPGPPEGP |  | ETFALYMVDW |  | PGYESCQAEG |  | PRAYKRWVCS |
| LPFGHVQFSE |  | KIQRFTPFSL |  | GFEFLPGETY |  | YYISVPTPES |  | SGQCLRLQVS |
| VCCKERKSES |  | AHPVGSPGES |  | GTSGWRGGDT |  | PSPLCLLLLL |  | LLLILRLLRI |
| L          |  |            |  |            |  |            |  |            |

A: Аланін

C: Цистеїн

D: Аспарагінова кислота

E: Глутамінова кислота

F: Фенілаланін

G: Гліцин

H: Гістидин

I: Ізолейцин

K: Лізин

L: Лейцин

M: Метіонін

N: Аспарагін

P: Пролін

Q: Глутамін

R: Аргінін

S: Серин

T: Треонін

V: Валін

W: Триптофан

Локалізований у клітинній мембрані, мембрані.
Також секретований назовні.